# Потресов, Владимир Александрович
Влади́мир Алекса́ндрович По́тресов  (род. 24 марта 1946, Москва) — русский советский писатель, журналист, учёный, путешественник.

### Семья
Отец — Алекса́ндр Серге́евич По́тресов, русский советский художник, фотограф, писатель, путешественник (1902—1972), мать — Тама́ра Миро́новна Ре́йн, русский советский художник-график, монументалист (1915—2000). Дочери: По́тресова Ю́лия Влади́мировна (1972 г.), художник, полиграфист; По́тресова Да́рья Влади́мировна (1986), художник, кинодизайнер.

### Детство
С десяти лет участвовал с отцом в водных походах (в 1956 году: Верхневолжские озера—озеро Селигер—Селижаровка—Волга—Пестовское водохранилище, 48 дней; в 1957 году: по рекам Суходрев—Шаня—Угра—Ока до Калуги, 35 дней).

### Биография
В 1958 году Георгий Николаевич Караев, руководитель экспедиции АН СССР по уточнению места Ледового побоища, пригласил А. С. Потресова к исследованиям водно-волоковых путей XIII века новгородцев и псковичей. Таким образом, и Владимир Потресов стал участником экспедиции (сезоны 1959—1963 гг.). Исследования состояли в байдарочных походах по предполагаемым водно-волоковым маршрутам, разведке археологических объектов, раскопках на территории Псковской, Ленинградской и Новгородской областей.
В 1964—1969 годах учился в Московском институте электронного машиностроения. С 1969 по 1977 год работал на предприятиях ВПК, с 1977 по 1982 – в Государственной библиотеке СССР им. В. И. Ленина (отдел автоматизации).
В 1975 году защитил диссертацию на тему: «Разработка модельного комплекса для исследования и оптимизации больших информационных систем», к.т.н. (кибернетика).
С 1982 года — корреспондент отдела литературы журнала «Огонёк». Работал в «Литературной газете», газете «Век», журналах «Огонёк», «Наше Наследие», других периодических изданиях.
С 1997 года член объединения «Московский эстамп» Московского союза художников.
В 2000 году основал издательство «ПАЛЬМИР».
Начиная с 2014 года издательство выпускает серию книг «Город нашего детства» на основе снимков из фотоархива Александра Сергеевича Потресова 1940-х—1960-х годов (© В. А. Потресов, 1972).
Один из основателей Музея Ледового побоища в деревне Самолва Гдовского района Псковской области, вошедшего в 2015 году в состав экспозиций Частного учреждения культуры «Историко-культурный центр "Самолва"» (учредитель – профессор А. В. Шмид).
С 2015 года работает директором ИКЦ «Самолва».

### Опубликованные издания
- Потресов В. А. Судоверфь на Арбате : повесть. — М.: Молодая гвардия, 1986. — 208, [32] с. — 100 000 экз.
- Потресов В. А. «Надеюсь ехать водою из Петербурга в Москву…»: Очерки о современных проблемах древнего водного пути. — М.: Правда, 1989. — 48 с. — (Библиотека «Огонёк»; № 24). ISSN 0132-2095.
- Потресов В. А. День неприкаянных : роман. — М.: Пальмир, 2002.
- Потресов В. А. Арбат нашего детства. — М.: Изд-во Мосархива, 2006. (Лауреат премии Ассоциации книгоиздателей «Лучшая книга года»).
  - Потресов В. А. Арбат нашего детства. — М.: Пальмир, 2014.
- Потресов В. А. Тайна Вороньего Камня. — СПб.: Сильван, 1994. — 124 с. — 2000 экз. — ISBN 5-88147-003-6.
  - Потресов В. А. Тайна Вороньего Камня. — М.: Пальмир, 2007. — 160 с. — ISBN 978-5-93811-006-9.
  - Потресов В. А. Тайна Вороньего Камня. — М.: Пальмир, 2018.
- Потресов В. А. Дилогия о неприкаянных. Книга 1. День неприкаянных. — Великие Луки: Изд-во Сергея Маркелова, 2013. — 384 с. — 600 экз. — ISBN 978-5-905507-38-0, ISBN 978-5-905507-37-3.
  - Потресов В. А. Дилогия о неприкаянных. Книга 2. Поступь олигарха. — Великие Луки: Изд-во Сергея Маркелова, 2014. — 288 с. — 600 экз. — ISBN 978-5-905507-37-3, ISBN 978-5-905507-39-7.
- Потресов В. А. Рассказы Старого Арбата. — М.: Пальмир, 2002. — 192 с. — 500 экз. — ISBN 5-93811-003-3.
  - Потресов В. А. Рассказы Старого Арбата. — М.: Пальмир, 2013.
- Максимов А. В., Потресов В. А. Боблово и его обитатели. 1865—1920 : повесть. — М.: Пальмир, 2008. — 216 с. — ISBN 978-5-93811-008-3.
- «Тако в нас написано в летописцех», сборник публикаций с постскриптумами, Великие Луки, Изд-во Сергея Маркелова, 2012;

Автор, составитель и издатель ряда сборников:
- "Художник, судьба и Великий перелом", М., АиБ, 1998, М., Пальмир, 2000;

- "Сто десятая", М., Пальмир, 2009 (Премия им. Д. С. Лихачева, 2009);

- "Яблоновский С. Избранное в 3 томах", М., 2010 (Национальная премия «Лучшие книги и издательства-2010»).

С 1990 по 2010 год составил, подготовил к изданию в разных издательствах, снабдил предисловием шесть сборников В. П. Некрасова.